# Temple of Shadows
Albums de Angra
Rebirth World Tour
(2002) Aurora Consurgens
(2006)
Temple of Shadows est le cinquième album du groupe brésilien de heavy metal Angra.

## Liste des morceaux
1. "Deus le Volt!" – 0:52
2. "Spread Your Fire" – 4:25
3. "Angels and Demons" – 4:10
4. "Waiting Silence" – 4:55
5. "Wishing Well" – 3:59
6. "The Temple of Hate" – 5:13
7. "The Shadow Hunter" – 8:04
8. "No Pain for the Dead" – 5:05
9. "Winds of Destination" – 6:56
10. "Sprouts of Time" – 5:09
11. "Morning Star" – 7:39
12. "Late Redemption" – 4:55
13. "Gate XIII" – 5:03

## Formation
- Edu Falaschi (chant)
- Kiko Loureiro (guitare)
- Rafael Bittencourt (guitare)
- Felipe Andreoli (basse)
- Aquiles Priester (batterie)

## Invités
- Milton Nascimento (chant sur "Late Redemption")
- Kai Hansen (Gamma Ray - chant sur "The Temple of Hate")
- Hansi Kürsch (Blind Guardian - chant sur "Winds of Destination")
- Sabine Edelsbacher (Edenbridge - chant sur "Spread Your Fire" et "No Pain for the Dead")